# Wirkowice (wieś)
Wirkowice – dawna wieś w Polsce, w ówczesnym województwie lubelskim, w 1970 podzielona na Wirkowice Pierwsze i Wirkowice Drugie.
W latach 1954–1961 miejscowość należała do gromady Wirkowice – 1 stycznia 1962 gromadę zniesiono, następnie do gromady Tarzymiechy, która przetrwała do końca 1972 roku, czyli do kolejnej reformy gminnej.